# 光化學煙霧

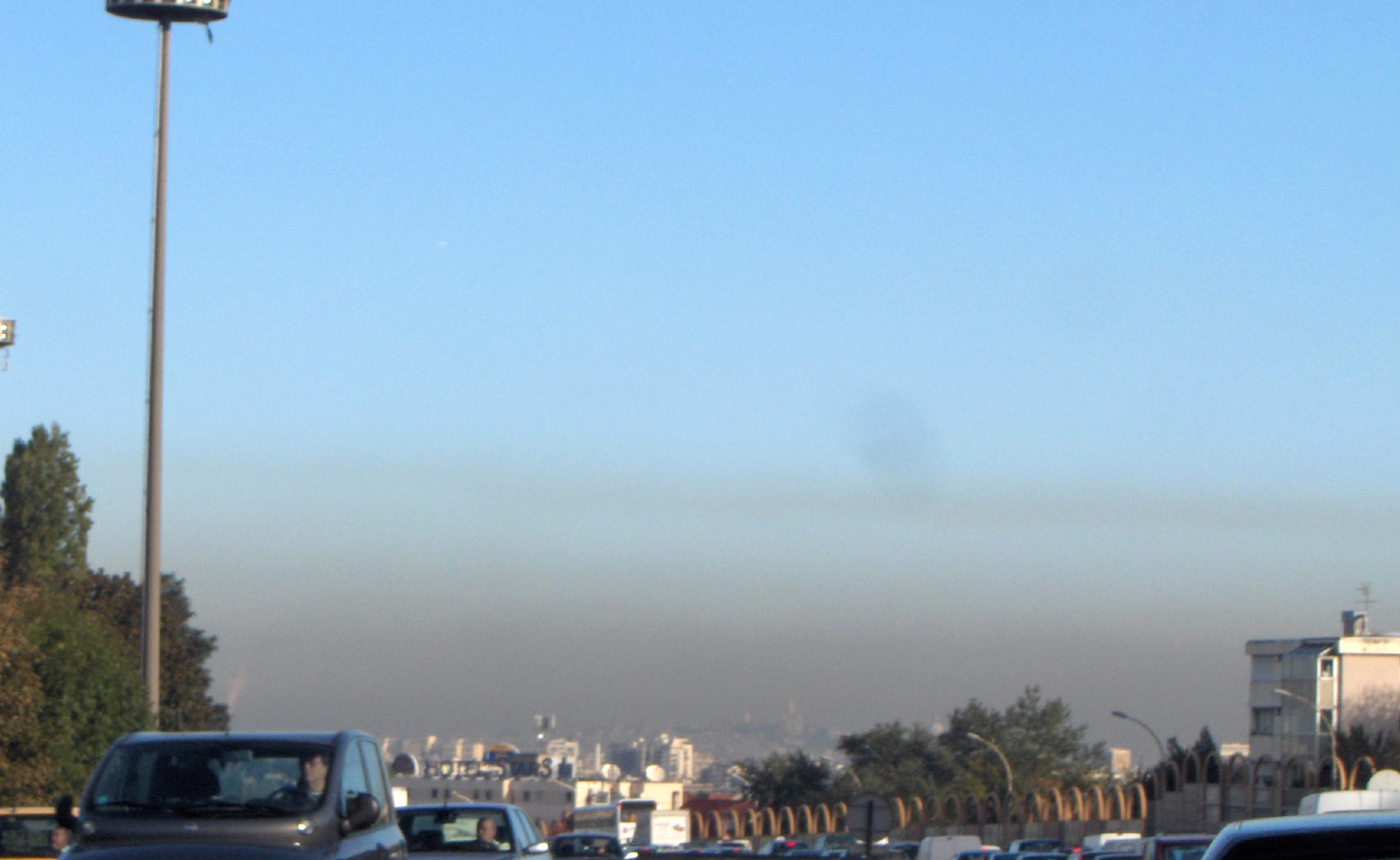
巴黎的光化學煙霧

光化學煙霧（Photochemical smog）指的是一系列對環境和健康有害的化學品。稱之為光化學煙霧是因為它們是由氮氧化物及挥发性有机物等污染物質光解而產生的，之後會留下懸浮粒子及對流層臭氧，屬於大氣中二次污染物。其中的二氧化氮呈紅棕色，是造成人為霾害的主因之一，若是城市位於盆地，或處於易形成對流層低空逆溫的地方造成空氣不流通，則會加重對生物體與環境的影響。

## 組成成分
光化學煙霧包括以下幾種物質：
- 氮氧化物，例如二氧化氮及一氧化氮
- 對流層臭氧
- 揮發性有機化合物（VOCs）
- 硝酸過氧化乙醘（PAN）
- 醛类
- 酮类

## 產生
大氣中一次污染物是由污染源直接產生的物質。一次污染物中的氮氧化物與碳氫化合物等一次污染物，經過紫外線照射發生光化學反應，所形成的二次污染物叫做光化學煙霧。像二次污染物中的臭氧是由碳氫化合物（HC）及氮氧化物（NOx）在陽光下反應而成；二氧化氮（NO2）是由一氧化氮在空氣中和氧氣結合而成；酸雨是因為二氧化硫及氮氧化物和水反應而成。這些光化學煙霧都是高度易反應並/或氧化的物質，因此光化學煙霧被認為是現代工業化的難題。在許多大都市都會有光化學煙霧，但晴朗、暖和、氣候乾燥，且有大量機動車輛的城市更容易有光化學煙霧。
而大氣中的氮氧化物主要來源於化石燃料的燃燒和植物體的焚燒，以及農田土壤和動物排泄物中的含氮化合物的轉化。其中，以汽車尾氣為主要來源，像1943年起在洛杉磯發生的光化學煙霧污染就因為機動車輛排氣而產生，也因此產生了汽車廢排放相關標準的訂定。

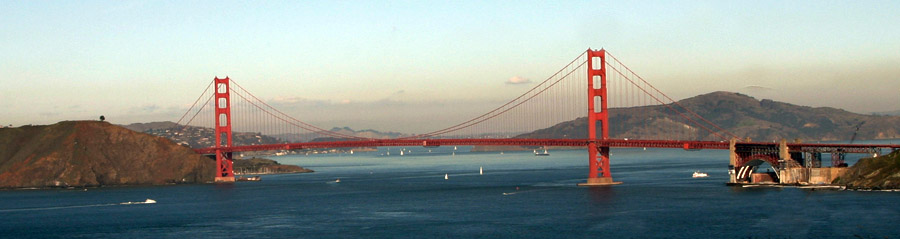
美國加州金門大橋後方的紅色霧就是燃燒汽油所排放的NO_{x}，在光的作用下成為汙染物質，由於北美汽車難以限制，這種霧霾時至今日仍困擾著美國的大城市。

## 危害
光化學煙霧具有特殊氣味，刺激眼睛，傷害植物，并使大氣能見度降低，对人体有强烈的刺激作用，严重时会使人出现呼吸困难、视力衰退、手足抽搐等现象。像日本九州就曾因為光化學煙霧出現民眾不適的情形。
另外氮氧化物與空氣中的水反應生成的硝酸和亞硝酸，是酸雨的成分。

## 相關法令
歐盟指令2002/3/EC指令《限制健康保護》（limits the protection of health）第3版（2010年6月11日被2008/50/EG指令取代）有規定空氣中的臭氧濃度如下：
- 1小時濃度 > 180 μg/m3：需告知大眾
- 1小時濃度 > 240 μg/m3：需公開警告
- 最大暴露量（每天8小時）：120 μg/m3

美國環保署也計劃將空氣中臭氧濃度定在65至70 ppb。

## 外部連結
- Willkommen am Rheinischen Institut für Umweltforschung (EURAD) an der Universität zu Köln（页面存档备份，存于）
- Landesamt für Natur, Umwelt und Verbraucherschutz Nordrhein-Westfalen（页面存档备份，存于）
- Luftgüte in Österreich
- Ingenieure aus Chemnitz